# Resolução 1267 do Conselho de Segurança das Nações Unidas

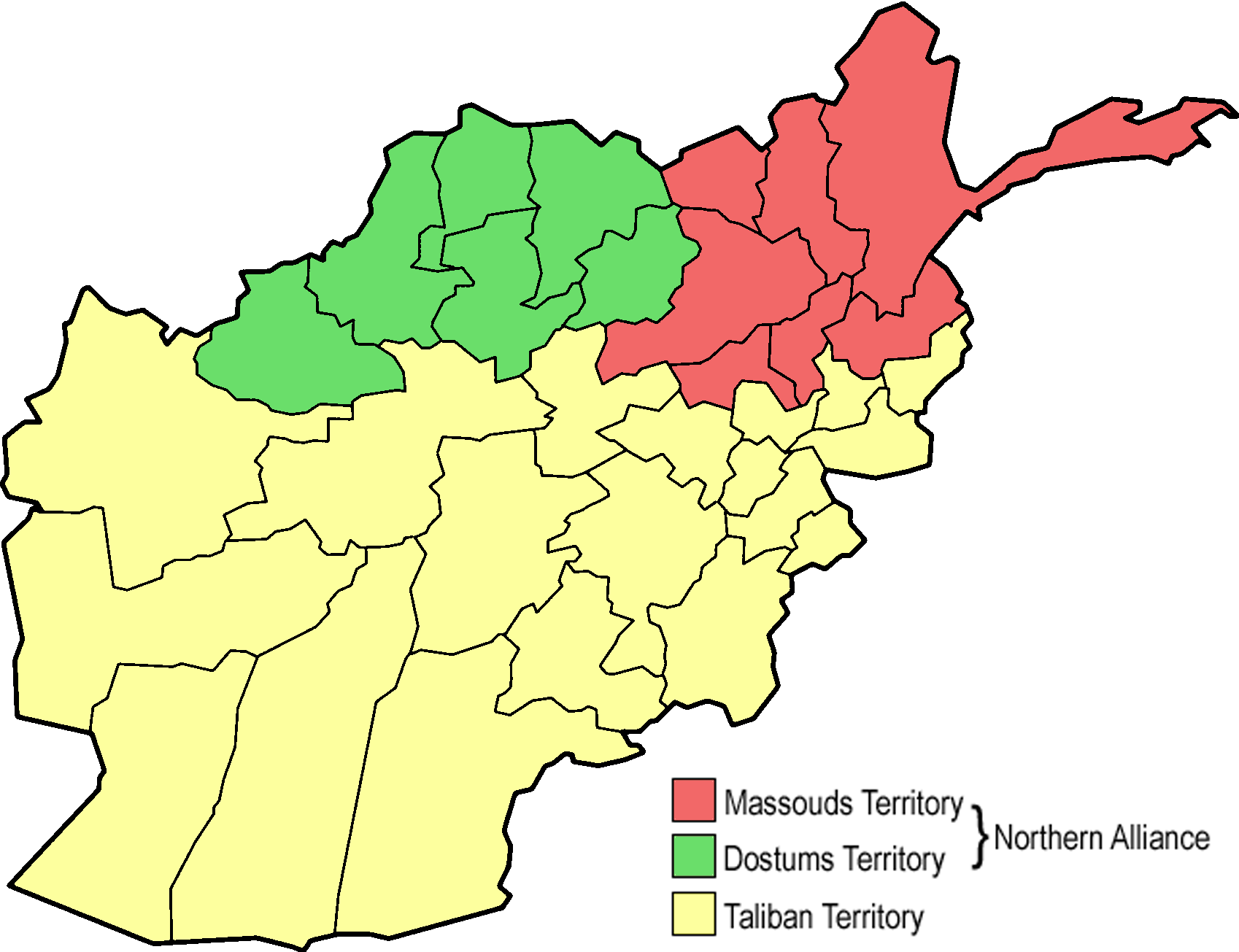
Áreas de controle no Afeganistão

A resolução 1267 do Conselho de Segurança das Nações Unidas foi adotada por unanimidade em 15 de outubro de 1999. Após recordar as resoluções 1189 (1998), 1193 (1998) e 1214 (1998) sobre a situação no Afeganistão, o Conselho designou Osama bin Laden e associados como terroristas e estabeleceu um regime de sanções para cobrir indivíduos e entidades associadas à Al-Qaida, Osama bin Laden e/ou Taliban onde quer que estejam.
Desde então, o regime foi reafirmado e modificado por mais uma dúzia de Resoluções do Conselho de Segurança da ONU. Foi alegado que o regime de sanções causou terríveis dificuldades ao povo do Afeganistão sob o regime do Talibã, numa época em que eles dependiam fortemente da ajuda alimentar internacional, embora não atendessem a nenhuma de suas demandas. Desde a invasão americana do Afeganistão em 2001, as sanções foram aplicadas a indivíduos e organizações em todas as partes do mundo.
O regime é composto por um Comitê do Conselho de Segurança da ONU, uma "lista consolidada" de pessoas e entidades determinadas como associadas à Al-Qaeda ou ao Talibã, e leis que devem ser aprovadas em cada país membro para implementar as sanções. O Comitê recebe relatórios de cada nação sobre o andamento do trabalho e pode variar as condições impostas a qualquer indivíduo conforme achar adequado.
Não havia direito de recurso contra a listagem até dezembro de 2006.